# Везикула

(1) Ядерце
(2) Ядро
(3) Рибосома
(4) Везикула
(5) Зерниста ендоплазматична сітка
(6) Апарат Гольджі
(7) Цитоскелет
(8) Незерниста ендопоазматична сітка
(9) Мітохондрія
(10) Вакуоля
(11) Цитоплазма
(12) Лізосома
(13) Центросома

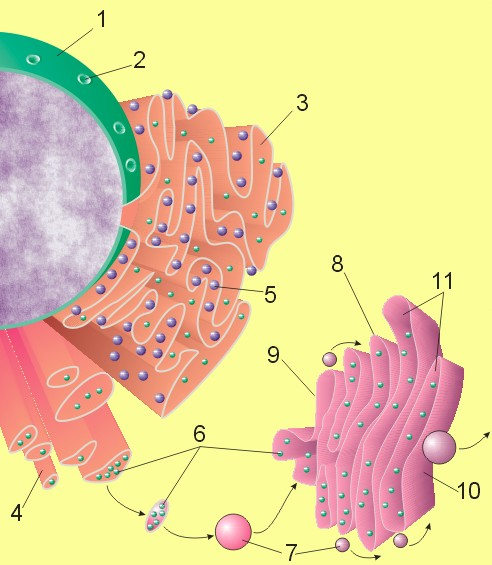
Схематичне представлення клітинного ядра, ендоплазматичного ретикулума і комплексу Гольджі. (1) Ядро клітини. (2) Пори ядерної мембрани. (3) Шорсткий (гранулярний) ендоплазматичний ретикулум. (4) Гладкий (агранулярний) ендоплазматичний ретикулум. (5) Рибосоми на поверхні щорсткого ендоплазматичного ретикулума. (6) Білки, що транспортуються. (7) Транспортні везикули. (8) Комплекс Гольджі.

У клітинній біології, везикула — це відносно невелика органела, відокремлена від цитозоля щонайменш однією ліпідною мембраною. Якщо вона має тільки один шар ліпідів, вона називається одноламелярною, якщо більше — багатоламелярною. Везикула використовується для збереження, транспорту та переробки поживних речовин, продуктів та відходів клітини.

## Види везикул
- Транспортні везикули можуть переміщувати молекули між внутрішніми компонентами клітини, наприклад переносити білки з ЕПР в апарат Ґольджі. Наприклад, екзоцитозні й ендоцитозні бульбашки.

- Синаптичні везикули (або синаптичні пухирці) знаходяться в пресинаптичних межах в нейронах і містять нейромедіатори.

- Газові везикули виявлені у архей, бактерій і планктонних організмів, зокрема водоростей і, можливо, контролюють вертикальну міграцію в останніх, за допомогою регулювання газової складової, забезпечуючи тим самим плавучість і можливість отримання максимальної сонячної енергії.

- Лізосома — це мембрано-обмежений органоїд, який може перетравлювати макромолекули (ламаючи їх на менші частини), які взяті нею з зовнішнього середовища.

- Матричні везикули знаходяться всередині позаклітинного простору, або на матриксі. Вони були відкриті за допомогою електронної мікроскопії Г. Кларком Андерсоном і Ермано Бонуччі. Ці клітинно-вторинні везикули спеціалізуються на запуску біомінералізації на матриксі в різних тканинах: кісткової, хрящової, в дентині. Зазвичай протягом мінералізації велика кількість прохідних іонів кальцію і фосфатів супроводжується апоптозом клітини (генетично запрограмованим самознищенням клітини).